# Elías Díaz
Elías David Díaz Soto (né le 17 novembre 1990 à Maracaibo, Zulia, Venezuela) est un receveur des Rockies du Colorado de la Ligue majeure de baseball.

## Carrière
Elías Díaz signe son premier contrat professionnel avec les Pirates de Pittsburgh le 7 novembre 2008. Il débute en ligues mineures avec le club affilié des Pirates au Venezuela en 2009, puis rejoint un premier club-école aux États-Unis en 2010. 
Díaz se démarque d'abord par son jeu défensif, principalement la force de ses lancers sur les buts pour retirer les coureurs adverses en tentative de vol, mais il émerge comme une menace en offensive et comme un joueur d'avenir à surveiller pour Pittsburgh à partir de son passage en 2014 avec le club-école de niveau Double-A des Pirates, lorsqu'il frappe pour une moyenne au bâton de ,328 en 91 matchs du Curve d'Altoona. Ces performances lui valent une promotion au niveau Triple-A chez les Indians d'Indianapolis, où il est assigné dès le début de la saison 2015. Le 12 juillet 2015, il joue le match des étoiles du futur à Cincinnati.
Elías Díaz fait ses débuts dans le baseball majeur le 12 septembre 2015 comme frappeur suppléant des Pirates de Pittsburgh face aux Brewers de Milwaukee.